# Els Pivents
Els Pivents és una serra situada al municipis de Castellbell i el Vilar, a la comarca catalana del Bages i el de Rellinars a la comarca del Vallès Occidental, amb una elevació màxima de 421 metres.